# Hosea (koning)

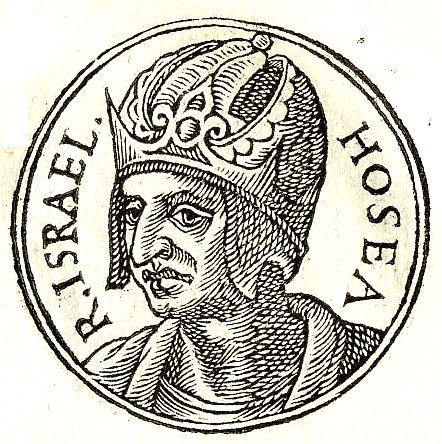
Hosea zoals afgebeeld in het Promptuarii Iconum Insigniorum

Hosea (Hebreeuws: הושֵעַ, Hôšēăʻ: "Redding van/door JH(WH)"), was volgens de Hebreeuwse Bijbel van 732 v.Chr. tot 722 v.Chr. de laatste koning van het koninkrijk Israël. Hij was de zoon van Ela en besteeg de troon nadat hij zijn voorganger, Pekach, in een samenzwering had omgebracht (2 Koningen 15:30). Een Assyrische inscriptie beschrijft echter dat de Assyrische koning Tiglat-Pileser III Hosea op de troon zette nadat hij Pekach had afgezet.
Volgens 2 Koningen startte Salmanasser V, de opvolger van Tiglat-Pileser, een veldtocht tegen Israël en dwong hij Hosea om schatting te betalen aan Assyrië. Niet lang daarna ontdekte Salmanasser echter dat Hosea tegen hem samenzwoer, afgezanten had gezonden naar de Egyptische farao en verzuimde de jaarlijkse schatting te betalen. Salmanasser trok daarop Israël binnen en sloeg het drie jaar durende beleg van Samaria. Kort na de dood van Salmanasser in 722 v.Chr. nam zijn zoon Sargon II Samaria in en liet hij de tien stammen van Israël wegvoeren. Van Hosea's lot is niets bekend.
Koning Hosea moet niet verward worden met de gelijknamige profeet, die de belangrijkste persoon is van het Bijbelboek Hosea.